# La noche de los muertos vivientes
La noche de los muertos vivientes (titulada en inglés: Night of the Living Dead) es una película de terror estadounidense de serie B dirigida por George A. Romero y estrenada en 1968. Sus actores principales son Duane Jones, Judith O'Dea y Karl Hardman. La trama se centra en cómo un grupo heterogéneo de personas intenta sobrevivir en el interior de una granja aislada después de que los muertos, por una causa desconocida, vuelvan a la vida, persigan a los vivos y den inicio a un apocalipsis zombi. 
Luego de su estreno en cines en Pittsburgh el 1 de octubre de 1968, La noche de los muertos vivientes finalmente recaudó US$12 millones a nivel nacional y US$18 millones a nivel internacional, ganando más de 250 veces su presupuesto y convirtiéndola en una de las producciones cinematográficas más rentables jamás realizadas.
Criticada inicialmente por su violencia gráfica, la cinta con los años ha ejercido una influencia notable en el género de las películas de terror y, especialmente, el subgénero del cine de zombis. Frecuentemente identificada como la primera película moderna de zombis y una piedra de toque en el desarrollo del género de terror, el análisis académico retrospectivo se ha centrado en su reflejo de los cambios sociales y culturales en los Estados Unidos durante la década de 1960, con especial atención dirigida a la selección de actores. Jones, un afroamericano, en el papel principal. En 1999, la película fue considerada "cultural, histórica o estéticamente significativa" por la Biblioteca del Congreso y seleccionada para su conservación en el National Film Registry. 
Debido a un error al titular la película original, ésta pasó al dominio público tras su estreno,  dando como resultado numerosas adaptaciones, remakes y un legado duradero en el género de terror. En 1990 se estrenó una nueva versión oficial, escrita por Romero y dirigida por Tom Savini.

## Argumento
Barbra (Judith O'Dea) y Johnny (Russell Streiner) son dos hermanos que viajan a un solitario cementerio de Pensilvania para colocar flores en la tumba de su padrastro. Al darse cuenta de lo incómoda que está su hermana en el cementerio, ya que está muy próximo el anochecer, Johnny se burla de ella e intenta asustarla. Sin embargo sus bromas son interrumpidas cuando un hombre, sin causa aparente, los ataca. Durante el forcejeo Johnny muere al golpearse la cabeza contra la esquina de una lápida mientras que su hermana huye en su automóvil perseguida por el ser. 
Barbra, conmocionada por los acontecimientos, no consigue dominar el coche y lo estrella contra un árbol prosiguiendo la huida a pie. Halla una casa abandonada donde encuentra el cadáver de una mujer. La protagonista intenta marcharse pero se percata que en los alrededores hay más seres que se comportan como el que la atacó en el cementerio. En un momento crítico Barbra es rescatada por Ben (Duane Jones), un hombre joven negro cuya furgoneta se ha quedado sin combustible, llevándola dentro de la casa y deshaciéndose de los atacantes. Aunque Ben no sabe exactamente lo que está ocurriendo relata su experiencia en un pueblo cercano, en el que los muertos vuelven a la vida y atacan a los vivos. Barbra, nerviosa y presa del shock, le cuenta lo sucedido en el cementerio y se derrumba profiriendo gritos de súplica por su hermano Johnny.

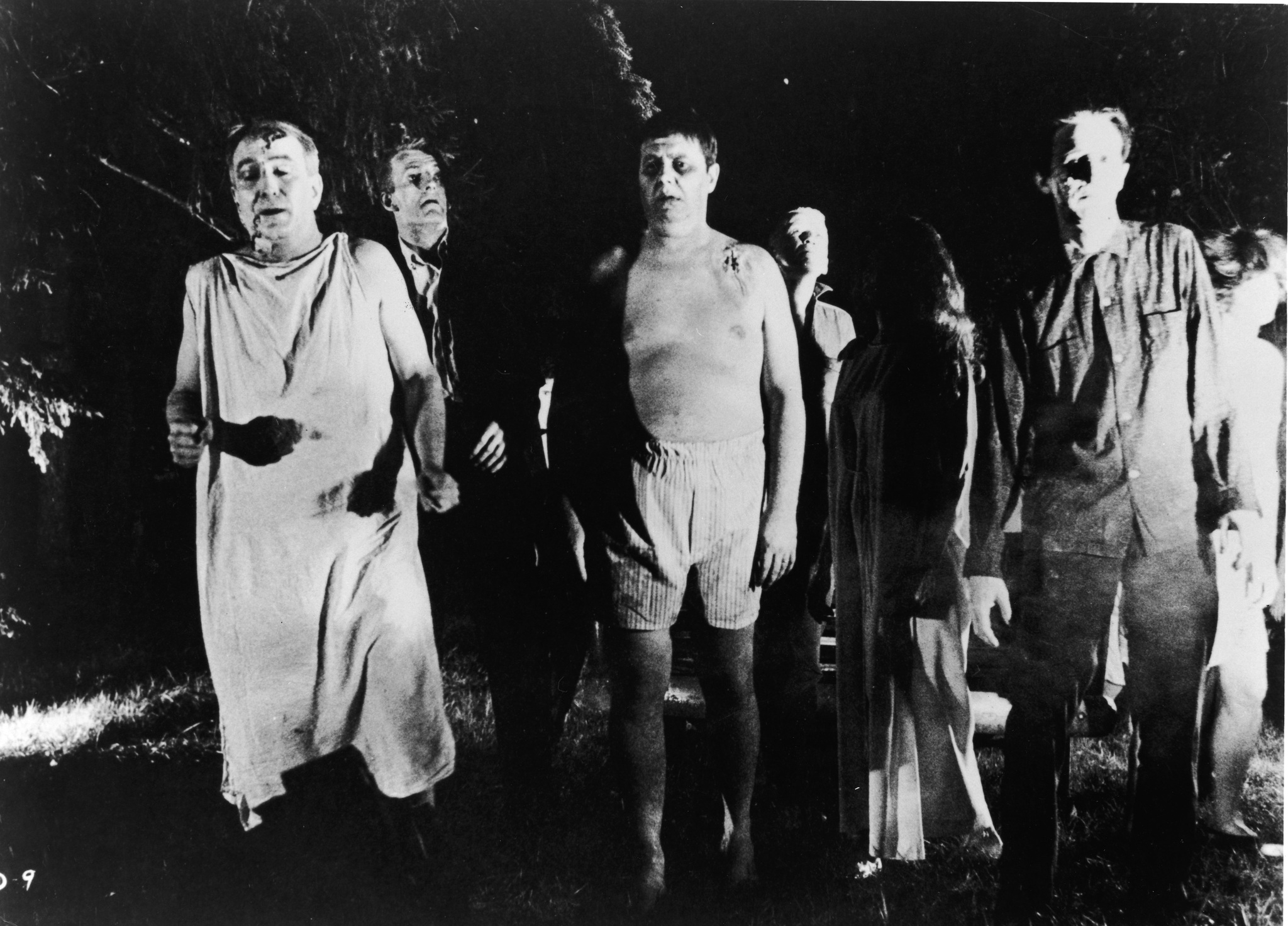
Los zombis rodean la casa en búsqueda de carne humana viva.

Aunque no funciona el teléfono, a través de emisiones de emergencia por radio y televisión se comunica a la población que se trata de un fenómeno global, al parecer como consecuencia de un satélite que estaba realizando labores de investigación en Venus. De este modo los zombis buscan víctimas humanas para alimentarse de ellas devorándolas. También mediante estos informes se enteran de que los zombis solamente pueden ser destruidos por un tiro directo o un golpe fuerte en la cabeza y que, para evitar que vuelvan a la vida, los cuerpos deben ser incinerados. 
Barbra y Ben descubren que hay cinco personas más en la casa escondidos en el sótano: una pequeña familia -integrada por Harry (Karl Hardman) y Helen Cooper (Marilyn Eastman) y su hija malherida Karen (Kyra Schon)- y una pareja de jóvenes -Tom (Keith Wayne) y Judy (Judith Ridley)-. Harry les dice que todos deberían permanecer en el sótano pero Ben se opone argumentando que esconderse en aquel lugar sería demasiado peligroso ya que en caso de que las criaturas accedieran al mismo no podrían escapar.

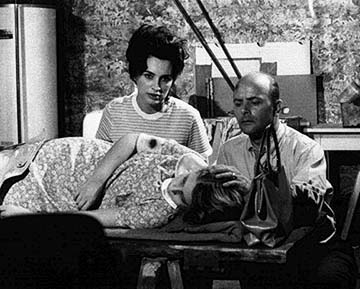
El matrimonio Harry y Helen Cooper junto a Karen, su hija enferma, ocultándose en el sótano.

Durante el registro que hacen en la casa, mientras van tapando los huecos de las ventanas y las puertas para impedir que los zombis puedan acceder al interior, descubren un televisor y consiguen conectarlo. La emisión anuncia que en todas las ciudades hay centros de evacuación en los que se cubren las necesidades básicas y sanidad y advierten del peligro que suponen estos cadáveres resucitados. Ben cree que lo mejor es ir a uno de esos centros para poder estar todos a salvo y poder curar a Karen que había sido mordida por uno de los zombis en el brazo. El centro más cercano se encuentra demasiado lejos para poder llegar a pie de modo que idean un plan para conseguir combustible e ir hacia allá en la camioneta que Ben condujo hasta el lugar. 
Ben, Tom y Judy, armados con una escopeta y antorchas, salen de la casa para intentar repostar combustible de un surtidor que se encuentra en las proximidades de la granja, mientras Harry desde el interior de la casa distrae a los zombis con cócteles molotov. Alcanzan el surtidor pero Tom vierte accidentalmente gasolina en el vehículo provocando un fuego. Debido a la posibilidad de una explosión Tom y Judi alejan la camioneta. Judy se queda atascada con su chaqueta y mientras Tom intenta salvarla la camioneta explota con ambos en su interior. De este modo queda abortada la huida en el único medio de transporte disponible.
Ben vuelve de regreso a la casa perseguido por los zombis pero Harry no lo deja entrar. Tras derribar la puerta y volver a tapiarla, Ben golpea a Harry y lo encara por su cobardía. El conflicto se acentúa después ya que Harry cuestione el liderazgo de Ben y le arrebata la escopeta que llevaba consigo para defenderse en el exterior. Ambos comienzan una pelea que termina cuando Ben dispara a Harry y este se precipita por las escaleras del sótano. Al llegar al suelo Harry es atacado por su hija Karen quien, a consecuencia de la mordedura que había sufrido previamente, para ese momento ya se ha transformado en una zombi y empieza a comer parcialmente a su padre. Helen va tras su marido y descubre no solamente lo que le ha ocurrido durante la pelea con Ben sino la transformación de Karen. Finalmente es asesinada por su propia hija, quien la apuñala con una espátula de jardín.
La situación es crítica y Barbra y Ben intentan impedir que un grupo de zombis accedan a la casa pero ya solamente están vivos ellos dos y son superados ampliamente en número y fuerza. Las protecciones que Ben colocó en las puertas y ventanas ceden y Barbra es arrastrada hacia el exterior por el zombi de su hermano Johnny. Rodeada por los demás muertos vivientes, que se disponen a devorarla, Barbra chilla horrorizada ante la frustración de Ben que se ve incapaz de evitarlo. Al ver que los zombis acceden a la casa Ben decide como última posibilidad de supervivencia encerrarse en el sótano junto a los cadáveres de los Cooper. Antes de bajar se enfrenta a Karen, la hija de los Cooper, que lo ataca después de devorar parcialmente a su padre y asesinar a su madre. Una vez a salvo y con la puerta del sótano atrancada Ben dispara en la cabeza a los Cooper con la escopeta para evitar que lo devoren cuando vuelvan a la vida. De este modo espera que pasen las horas hasta que los zombis se marchen o sean aniquilados por alguna ayuda del exterior.
A la mañana siguiente Ben se despierta por el sonido de unos disparos. Un grupo de cazadores de zombis dirigidos por el sheriff local, pertrechados con fusiles y armas, se encuentra en las cercanías deshaciéndose de todos los muertos vivientes que encuentran a su paso. Ben, creyendo que la pesadilla ha llegado a su fin, decide salir del sótano y se acerca a una de las ventanas de la casa. Pero los cazadores lo confunden con un zombi y le disparan un tiro en la cabeza matándolo en el acto. Durante los créditos finales de la película, mientras se muestran diversas fotografías con los efectos del apocalipsis zombi, observamos cómo queman el cuerpo muerto de Ben.

## Reparto
- Duane Jones como Ben.
- Judith O'Dea como Barbra.
- Karl Hardman como Harry Cooper.

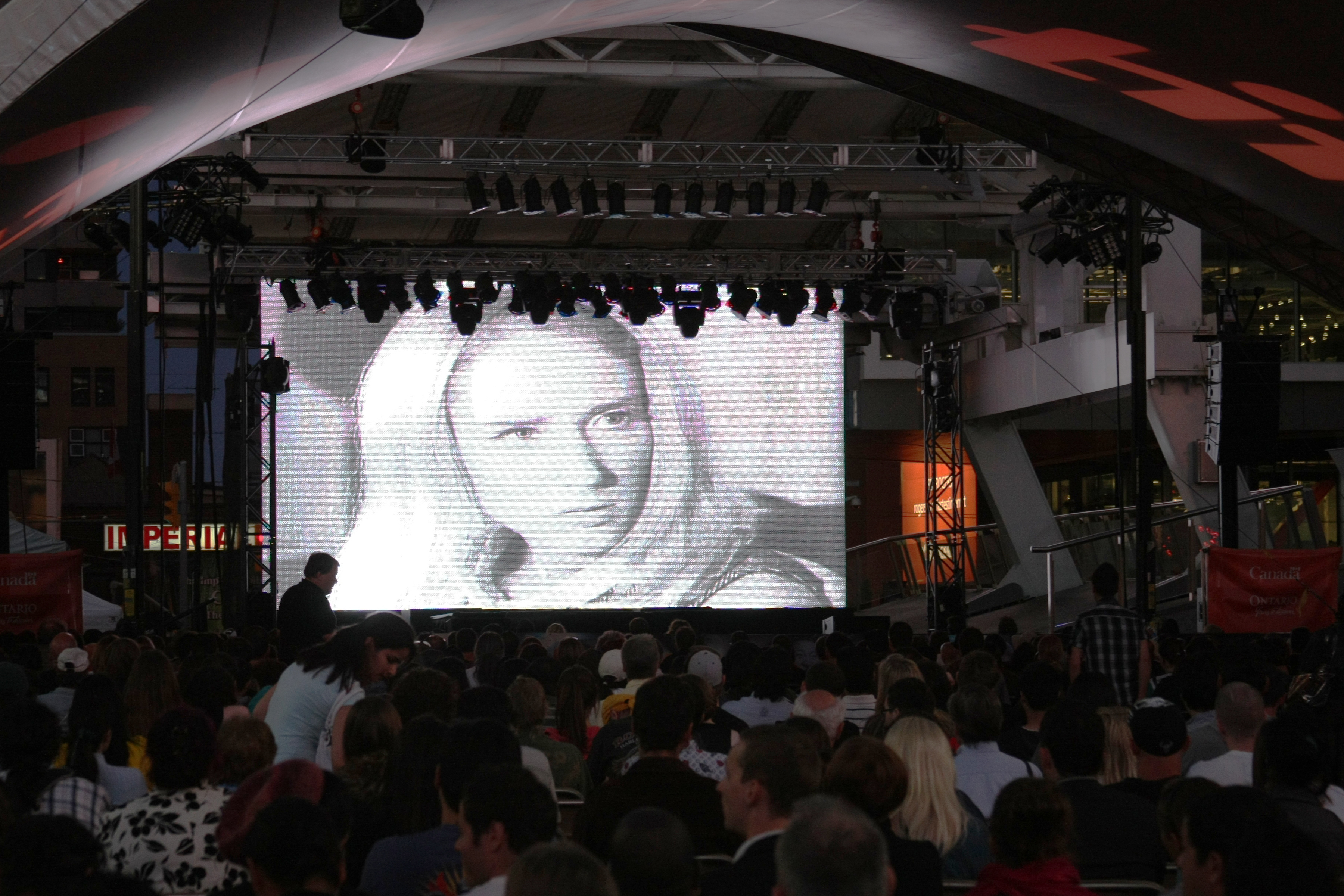
Proyección de La noche de los muertos vivientes en un cine.

- Marilyn Eastman como Helen Cooper.
- Keith Wayne como Tom.
- Judith Ridley como Judy.
- Kyra Schon como Karen Cooper.
- Bill Hinzman como Zombi del cementerio.
- Russell Streiner como Johnny.
- George Kosana como Sheriff McClelland.

## Producción

### Financiación y guion
George A. Romero comenzó su carrera cinematográfica tras graduarse de la Universidad Carnegie Mellon de Pittsburgh. Junto a John Russo y Russell Streiner fundó la compañía The Latent Image con la que produjeron anuncios comerciales de televisión. Tras adquirir experiencia suficiente para tareas de producción y realización comenzaron la tarea de filmar una película de terror. El trío contactó a Karl Hardman y Marilyn Eastman, presidente y vicepresidente respectivamente de Hardman Associates Inc., a quienes les contaron su idea de filmar una película de terror. Para poder financiar el proyecto Romero, Russo, Streiner, Eastman y Hardman fundaron la compañía Image Ten con el objetivo de buscar inversores. Fruto de las gestiones la película contó con un presupuesto final aproximado de 114.000 dólares.
El guion fue escrito por Romero y Russo basándose en la idea central de la novela Soy leyenda escrita por Richard Matheson. En aquel libro el mundo, devastado a causa de una guerra bactereológica, es habitado por unos seres humanos mutados que tienen un comportamiento similar a los vampiros. Romero optó por no usar vampiros ya que Matheson ya lo había mostrado en su novela. Según el director, nunca pensó en los seres que aparecen en la película como zombis, ya que en aquel tiempo el zombi todavía se identificaba como un mito procedente de Haití y regiones caribeñas: 

Debido a que esta película se remonta a la primera noche, nadie sabe cómo llamarlos todavía. [...] Nunca se les llama zombis. Son ghouls y devoradores de carne.
George A. Romero

El director optó además por mostrar el progresivo colapso de la sociedad, en vez de comenzar la trama cuando tal hecho ya está consumado. Algunos aspectos de la historia contradicen ciertos elementos importantes de las películas posteriores de Romero, como la velocidad del zombi que ataca a Barbra y su hermano en el cementerio o la escasa fuerza que manifiestan. Según sus palabras esto se debió a que no se preocupó de crear reglas ya que, mientras hacía la cinta, no pensó en ella como la primera de una serie de películas.
Sobre la naturaleza de los zombis en La noche de los Muertos Vivientes, Romero sostuvo en una entrevista de 2007:

No me importa lo que son. No me importa de dónde vinieron. Pueden ser cualquier desastre. Podrían ser un terremoto, un huracán, lo que sea. En mi mente, no representan nada para mí, salvo un cambio global de algún tipo. Y las historias son acerca de cómo la gente responde o no responde a este y eso es realmente todo lo que han representado para mí. Eso es lo que pensé en el libro de Richard [Matheson], en el libro original Soy leyenda, esto es lo que pensé que trataba el libro.

### Casting

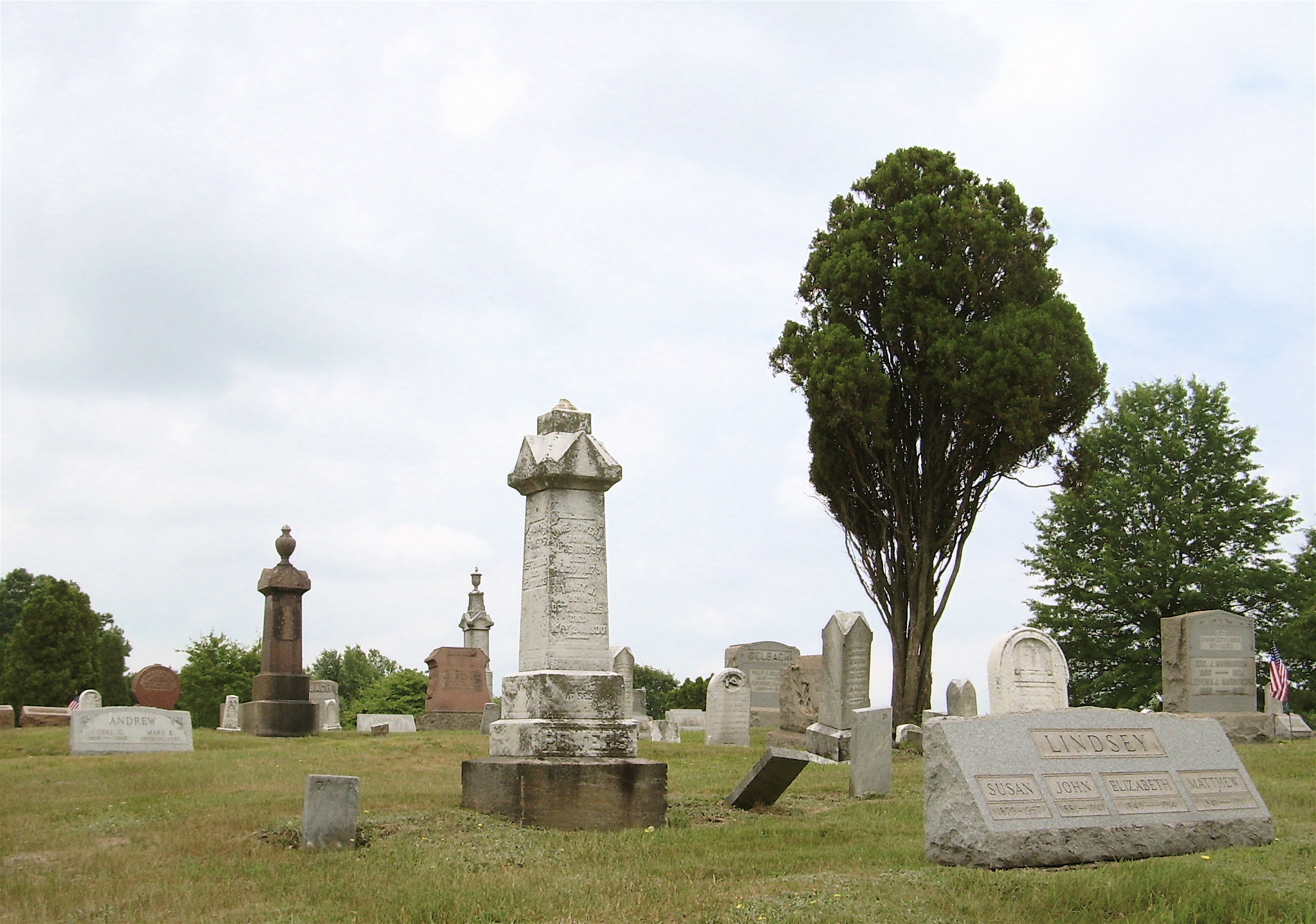
El cementerio de Evans City lugar donde comienza la acción de la película (2007).

Los actores principales que participaron en la película no tenían mucha experiencia en el cine y la película supuso el debut en el medio de varios de ellos. El personaje de Ben fue interpretado por Duane Jones que ya poseía experiencia en la representación de obras teatrales. La idea de un protagonista afroamericano no fue premeditada y, según Romero, escogieron a Jones para el papel dado que era "el mejor actor entre nuestros amigos". El otro rol protagónico, Barbra, fue interpretado por la actriz Judith O'Dea. O'Dea había trabajado con anterioridad en anuncios comerciales con Karl Hardman y Marilyn Eastman, y viajó desde Hollywood para participar en la película.

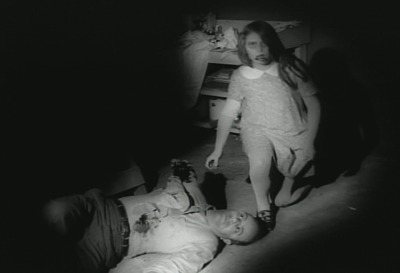
Escena del asesinato de Harry por su hija Karen tras convertirse en una muerta viviente.

Russell Streiner actuó como Johnny, el hermano de Barbra. Karl Hardman y Marilyn Eastman, que también participaron en la financiación de la cinta, interpretaron a Harry y Hellen Cooper el matrimonio que se refugia en la granja junto a los demás personajes. La hija de la pareja en la película, Karen, fue interpretada por Kyra Schon, hija en la vida real de Karl Hardman. Keith Wayne y Judith Ridley participaron en la película como Tom y Judy, una pareja de jóvenes. Ridley trabajó con posterioridad en la comedia romántica There's Always Vanilla (1971) de George Romero.
Encarnando a los zombis de La noche de los muertos vivientes se encontraban varios amigos del equipo de producción y habitantes de Evans City. El zombi que ataca a Barbra y Johnny en el cementerio fue interpretado por Bill Hinzman. La escena donde aparece fue una de las últimas en ser filmadas y aceptó el rol después de que Romero se lo solicitara.

### Rodaje
Debido al limitado presupuesto con el que contaban los productores optaron por una historia simple: "Sabíamos que no podíamos reunir suficiente dinero para rodar una película a la par de las películas de terror clásicas con las que todos crecimos. Lo mejor que podíamos hacer era poner a nuestro elenco en un lugar remoto y luego llevar el terror hacia ellos". El rodaje comenzó en junio de 1967 y duró cerca de nueve meses. Las escenas de la película fueron filmadas en un área rural cerca de Evans City (Pensilvania). Las primeras escenas, que muestran a Barbra y su hermano en un aislado y solitario cementerio, tuvieron lugar en el cementerio de Evans City. El resto de las escenas fueron filmadas en una granja que iba a ser demolida, por lo que el dueño le dio la libertad al equipo de producción de hacer con ella lo que necesitaran.
El filme fue rodado en blanco y negro, con una película de 35 mm. Los efectos especiales estuvieron limitados por el presupuesto: la sangre falsa, por ejemplo, consistió en sirope de chocolate. Se utilizaron además entrañas de oveja en las escenas donde los zombis comen carne humana.

## Estado decopyright
La Noche de los Muertos Vivientes (Night of the Living Dead) es el título con el que se conoce a la película pero durante su producción se barajaron otros títulos como Night of Anubis y Night of the Flesh Eaters.
Esto fue una de las causas de que la película fuera liberada al dominio público por la negligencia del distribuidor original Walter Reade Organization. La distribuidora no incluyó un aviso apropiado sobre los derechos de autor en las copias que distribuyó con el título Night of the Living Dead. Dado que en 1968 la Ley de Derechos de Autor de Estados Unidos exigía que las obras tuvieran un aviso adecuado como condición para mantener los derechos de autor, estos fueron revocados. A pesar de que Image Ten, la compañía que formaron Romero, Russo, Streiner, Eastman y Hardman para rodar la película, había puesto la declaración de derechos de autor en los créditos originales de la película, cuando se titulaba Night of the Flesh Eaters, Reade eliminó la declaración cuando modificaron el título al definitivo Night of the Living Dead. De este modo la película se exhibió sin abonar derechos de autor y quedándose la recaudación integra en los cines y autocines que la proyectaban. Aunque ha habido procesos judiciales para su compensación el equipo que formó parte de la película no ha podido beneficiarse de la repercusión de la cinta.
Debido a que está en el dominio público, existen numerosas versiones en formato casero de la cinta. Además puede ser vista y descargada de forma gratuita en sitios web como Internet Archive y Youtube.

## Recepción

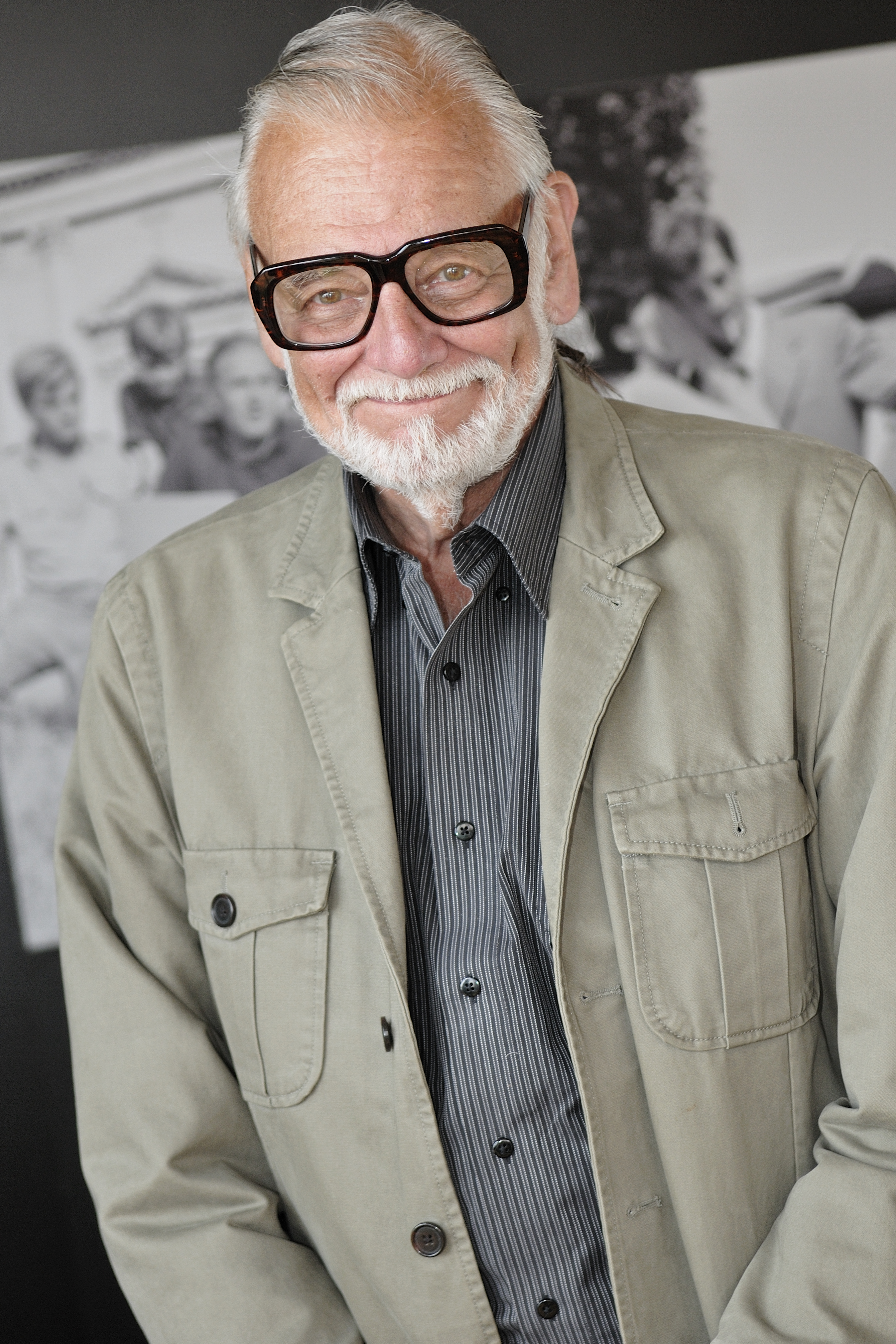
George A. Romero es el guionista y director de La noche de los Muertos Vivientes.

La película fue estrenada el 1 de octubre de 1968 en Estados Unidos. Dado que la Asociación Cinematográfica de Estados Unidos fue creada después la cinta no fue clasificada por edades. Ello permitió que cualquier persona pudiera verla. Según el crítico de cine Roger Ebert, esto afectó especialmente a los espectadores más jóvenes:

Los niños de la audiencia se quedaron atónitos. Se hizo un silencio casi total. La película había dejado de ser maravillosamente asustadiza hacia la mitad, y se había convertido en algo inesperadamente terrorífico [...] No creo que los niños más pequeños supieran realmente qué los golpeó. Ellos estaban acostumbrados a ir al cine, seguro, y habían visto algunas películas de terror, seguro, pero esto era algo más.

La violencia gráfica de la película fue criticada por varios medios, incluidos la revista Variety y Vincent Cansby del periódico The New York Times. Sin embargo otros críticos de cine destacaron el resultado final y reconocieron su mérito. Roger Ebert, que había criticado que la cinta fuese mostrada a niños, reconoció que admiraba la "película en sí".
Rex Reed, por su parte, escribió:

"Si usted quiere ver lo que convierte a una película de clase B en un clásico [...] no se pierda La noche de los muertos vivientes. Es impensable para cualquier persona interesada en las películas de terror el no verla"
Rex Reed

Steve Biodrowski de la revista Cinefantastique destacó la forma en que la historia muestra los conflictos entre los humanos, y sostuvo que el bajo presupuesto de la cinta y sus limitadas locaciones contribuyen a generar un ambiente claustrofóbico.
La noche de los muertos vivientes posee un 96% de comentarios "frescos" en el sitio web Rotten Tomatoes, de un total de 48 críticas. Ha sido además considerada una de las mejores películas de 1968 en diversos medios. En 1999, la Biblioteca del Congreso de Estados Unidos la escogió junto a otras cintas para formar parte del National Film Registry, un archivo cinematográfico que se dedica a conservar películas "cultural, histórica o estéticamente significativas". El periódico The New York Times la incluyó entre las 1.000 mejores películas jamás creadas. En 2001,  el American Film Institute la incluyó en la lista 100 años... 100 películas de suspense. La Chicago Film Critics Association, por su parte, la ubicó en el quinto puesto de las películas más terroríficas. En 2008, la revista Empire llevó a cabo una encuesta entre lectores y críticos de cine para seleccionar las 500 mejores películas de todos los tiempos, y La noche de los muertos vivientes fue ubicada en el puesto 397. Dos años más tarde, la revista Total Film la incluyó entre las 100 mejores películas de la historia.

### Temáticas

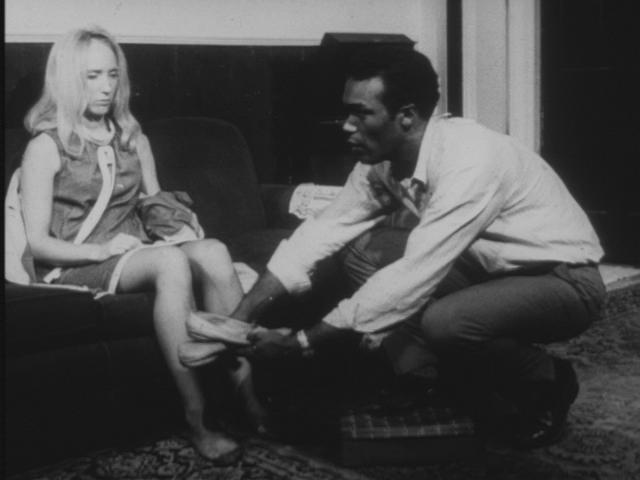
Ben (Duane Jones) y Barbra (Judith O'Dea) en una escena de la cinta que transcurre en el interior de la casa aislada.

Algunos críticos de cine vieron en la película un mensaje contra el racismo, debido principalmente al protagonista de la historia, que era de raza negra. Mark Deming se refirió al asunto escribiendo: "el triste final de Duane Jones, la única figura heroica y único afroamericano de la película, añadió resonancia con los asesinatos de Martin Luther King y Malcolm X frescos en las mentes de la mayor parte de estadounidenses". Sin embargo, según Romero esto no fue premeditado, y el hecho de utilizar a un afroamericano como protagonista fue debido a que Duane Jones era "el mejor actor entre nuestros amigos". La situación con respecto a la raza aumentó cuando el director viajaba hacia Nueva York, con el fin de reunirse con un posible distribuidor para la cinta: "Esa noche en el automóvil, nos enteramos que Martin Luther King había sido asesinado. Así, el impacto de la película nos afectó de inmediato".
El personaje de Barbra, en cambio, fue criticado por ciertos sectores feministas. Según el autor Gregory Waller, que "Barbra sea una mujer parece apoyar ciertas suposiciones sexistas acerca de la pasividad, irracionalidad y vulnerabilidad emocional femeninas".
Otro de los temas que los críticos de cine vieron en el filme fue la Guerra de Vietnam. Elliott Stein del periódico The Village Voice destacó que la trama tiene lugar en Pensilvania en vez de un lugar exótico, y sostuvo que los zombis de la película "parecían un eco grotesco del conflicto que entonces azotaba a Vietnam". Stein además sostuvo que el filme muestra una "desilusión con el gobierno y con la familia nuclear patriarcal".

## Influencia
La noche de los muertos vivientes ha sido identificada como la responsable de establecer las bases del arquetipo zombi en la cultura popular a partir de los años 60 y su influencia ha sido notable en las películas de esta temática que se han rodado con posterioridad.
Antes de 1968 los zombis se mostraron en el cine como seres legendarios, cuyos orígenes se encontraban en el folclor de Haití, y eran esencialmente muertos reanimados mediante la utilización de rituales vudú. Tal concepción aparece en películas de terror de los años 30 y 40 que situaban su acción en países del Caribe, en exóticas y misteriosas plantaciones, y con actores de raza negra encarnando a los zombis. Algunos ejemplos son las películas White Zombie (Victor Halpering, 1932), protagonizada por Bela Lugosi, y, más significativamente, I Walked with a Zombie (Jacques Tourneur, 1943).
La noche de los muertos vivientes modificó la idea que se tenía sobre los zombis. Pasaron de ser seres serviles, dominados por una inteligencia superior y carentes de voluntad o de capacidad de comunicación, a mostrarse como incontrolables, caníbales y dotados de un instinto de supervivencia que los mueve a atacar seres humanos vivos. A diferencia de anteriores representaciones, los zombis mostrados por Romero no hacen mención a hechizos, pociones o rituales propios de la brujería o del vudú para volver a la vida. Una difusa explicación sobre una sonda procedente del espacio exterior es todo lo que se presenta en la película. Y, a partir de que se desencadena el apocalipsis, cualquier persona que muere vuelve a la vida convertido en zombi.
Según Almar Haflidason, de la BBC, la película "representó un nuevo amanecer en el rodaje de las películas de terror".

## Saga de películas yversiones
Tras el estreno de La noche de los muertos vivientes, George A. Romero hizo otras películas con zombis, las cuales tuvieron lugar después de los hechos narrados en la de 1968 dando origen a una saga completa. Cronológicamente se rodaron Dawn of the Dead (1978), Day of the Dead (1985), Land of the Dead (2005) y Survival of the Dead (2009). El director hizo además una película titulada Diary of the Dead (2007) que, a diferencia de las mencionadas anteriormente, no estuvo ambientada con posterioridad a los hechos narrados en La noche de los muertos vivientes, sino que volvía a narrar el inicio de un apocalipsis zombi desde un nuevo punto de vista.
Además de estas secuelas se han estrenado otras versiones de la película. La noche de los muertos vivientes (1990), dirigido por Tom Savini, quien había trabajado en algunas películas de Romero como encargado de maquillaje y efectos especiales. Romero colaboró en esta versión, en calidad de productor ejecutivo y guionista, modificando algunos aspectos de la historia original como la actitud del personaje de Barbra que pasó a ser más independiente y fuerte. El cambio, según Romero, fue realizado con el objetivo de remediar la primera versión del personaje. La película fue protagonizada en sus roles principales por Patricia Tallman y Tony Todd. Una segunda versión titulada Night of the Living Dead 3D (Jeff Broadstreet, 2006), protagonizado por Brianna Brown y Joshua DesRoces en los roles principales, no contó con la colaboración de ninguno de los integrantes originales de la película. Finalmente una tercera versión, titulada Night of the Living Dead: Origins 3D (Zebediah de Soto y Krisztian Majdik, 2015), fue rodada utilizando animación por computadora y cambiando aspectos fundamentales como la ambientación en un apartamento de Nueva York en lugar de una granja de Pensilvania. Entre los actores que participan con sus voces se encuentran Tony Todd y Danielle Harris.